# 大目神社
大目神社（おおまじんじゃ）は、愛知県瀬戸市巡間町1にある神社。式内社。旧社格は村社。本殿が登録有形文化財。瀬戸市赤津地域の大目森の丘にある。

## 祭神
- 天忍穗美美命
- 天乃菩日命
- 天津日子根命
- 活津日子根命
- 熊野久須毘命
- 多岐理姫命
- 一寸島姫命
- 多岐都姫命

## 歴史
創立年代は定かではない。延長5年（927年）に編纂された『延喜式神名帳』には尾張国山田郡に大目神社が掲載されている。
承応2年（1653年）と文化2年（1805年）に本殿に関する棟札が確認されている。
1870年（明治3年）に成立した『尾張国神名帳追継考』によると、かつては八王子社と称しており、所在地は大目森（おおまもり）と呼ばれていた。天保11年（1840年）には八王子社から「大目八王子宮」と記された古写本の巻物が発見され、祈禱札と思われるものに「大目八王子大明神」とあったことから、以後は大目神社と称するようになった。

## 境内
- 本殿
- 幣殿
- 拝殿
- 鳥居

## 文化財

### 市指定文化財
- 石造鳥居[4]
  - 宝暦5年（1755年）竣工[5]。1996年（平成8年）2月9日、瀬戸市指定文化財に指定された[4]。なお、瀬戸市八幡町の八幡社の石造鳥居も瀬戸市指定文化財に指定されている[4]。
  - 高さ3.87メートル[5]。明神鳥居[5]。笠木が二重となっており、反りを有している[5]。木造鳥居が多かった時代の石造鳥居である[5]。

### 登録有形文化財
- 本殿
  - 文化2年（1805年）竣工[1][3]。1977年（昭和52年）改修[3]。2024年（令和6年）3月6日、登録有形文化財に登録された[1]。登録基準は「造形の規範になっているもの」[3]。
  - 三間社流造、銅板葺、平屋建[1]。建築面積12m2[1]。三方に擬宝珠高欄付の縁が廻らされている[1]。